# Tarsius sangirensis
Tarsius sangirensis  (лат.) — вид приматов семейства долгопятовые.

## Таксономия
Статус вида был присвоен в 1896 году Адольфом Мейером, позже стал считаться подвидом долгопята-привидения T. spectrum, сейчас снова считается отдельным видом. В состав вида ранее входила популяция с острова Сиау, однако в 2008 году эта популяция была признана отдельным видом, Tarsius tumpara. Впрочем данная точка зрения поддерживается не всеми исследователями.

## Описание
Глаза большие, смотрят вперёд. Вес от 100 до 120 грамм. Зубы острые. Хвост очень длинный. Шерсть на спине желтовато-коричневая, подшёрсток тёмно-серый. Шерсть на брюхе белая со светло-серым подшёрстком. Глаза неподвижны, что компенсируется очень подвижной шеей. От других видов долгопятов отличается менее пушистым хвостом без крапинок в нижней части и уникальным криком.

## Распространение
Эндемик острово Сангихе в Индонезии, площадь которых составляет около 547 км2. Предпочитает первичные леса, реже встречается и во вторичных, также встречался на кокосовых плантациях и других сельскохозяйственных угодьях.

## Поведение
Представители вида могут быть как моногамными, так и полигамными. Ведут одиночный образ жизни, иногда образуют группы от 2 до 6 особей. В потомстве обычно один детёныш. Половой диморфизм не выражен. Ведут ночной образ жизни. В рационе преимущественно насекомые, такие как кузнечики и жуки, иногда мелкие позвоночные. Добычу не преследуют, а подстерегают в засаде.

## Статус популяции
Международный союз охраны природы присвоил этому виду охранный статус «В опасности» (англ. Endangered). В настоящее время нет специальных программ по сохранению вида.  Размер популяции по разным оценкам составляет от 1500 до 50000 особей. В числе естественных угроз — хищные птицы, змеи и местные виды кошачьих. В число естественных угроз также включают вулкан Аву. Антропогенные угрозы включают уничтожение естественной среды обитания и появление на острове домашних кошек и собак, охотящихся на долгопятов.